# Gymnochanda verae
Gymnochanda verae is een straalvinnige vissensoort uit de familie van de Aziatische glasbaarzen (Ambassidae). De wetenschappelijke naam van de soort is voor het eerst geldig gepubliceerd in 2011 door Tan & Lim.